# Ermita del Remei de Baix
L'Ermita del Remei de Baix és un monument protegit com a bé cultural d'interès local del municipi de Ripoll (Ripollès).

## Descripció
Les ruïnes de l'ermita del Remei de Baix estan situades a tocar de la carretera que va de les Masies de Voltregà a Ripoll. Es tracta d'un edifici de planta rectangular, del qual es conserven dempeus tres de les quatre parets, amb una alçària aproximada de tres metres. A la façana principal es pot veure la porta d'entrada amb la llinda i els brancals fets amb grans carreus de pedra i un arc de descàrrega a sobre; a la part superior hi ha una rosassa. No es conserva la teulada però era a doble vessant amb el carener perpendicular a la façana principal. Els paraments són de pedres irregulars sense desbastar.